# Jatropha cathartica
Jatropha cathartica är en törelväxtart som beskrevs av Teran och Jean Louis Berlandier. Jatropha cathartica ingår i släktet Jatropha och familjen törelväxter. Inga underarter finns listade i Catalogue of Life.

## Bildgalleri

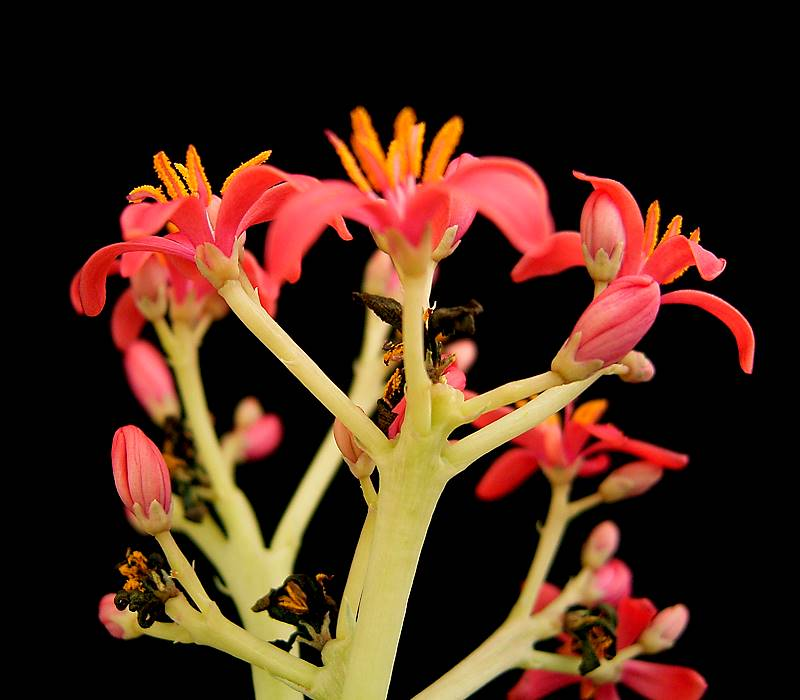
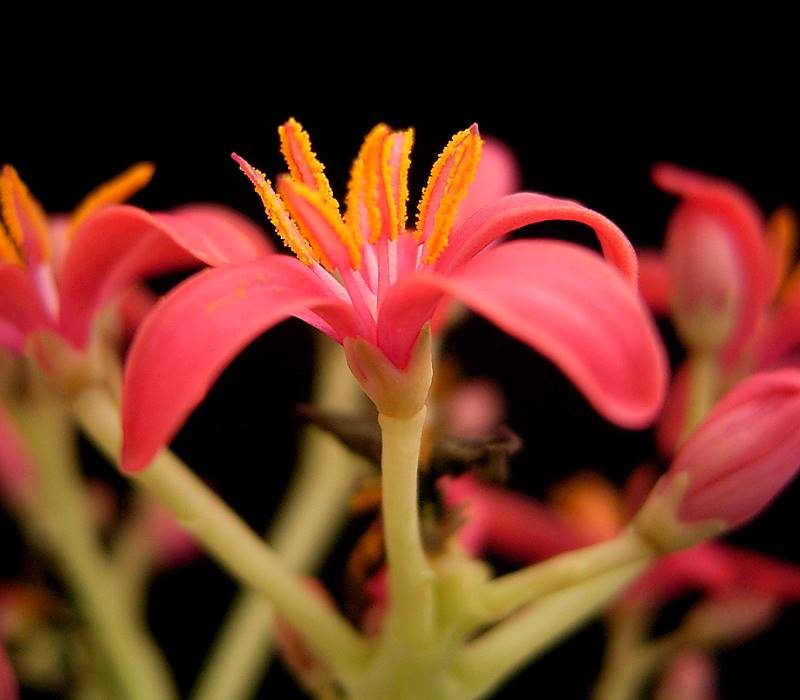
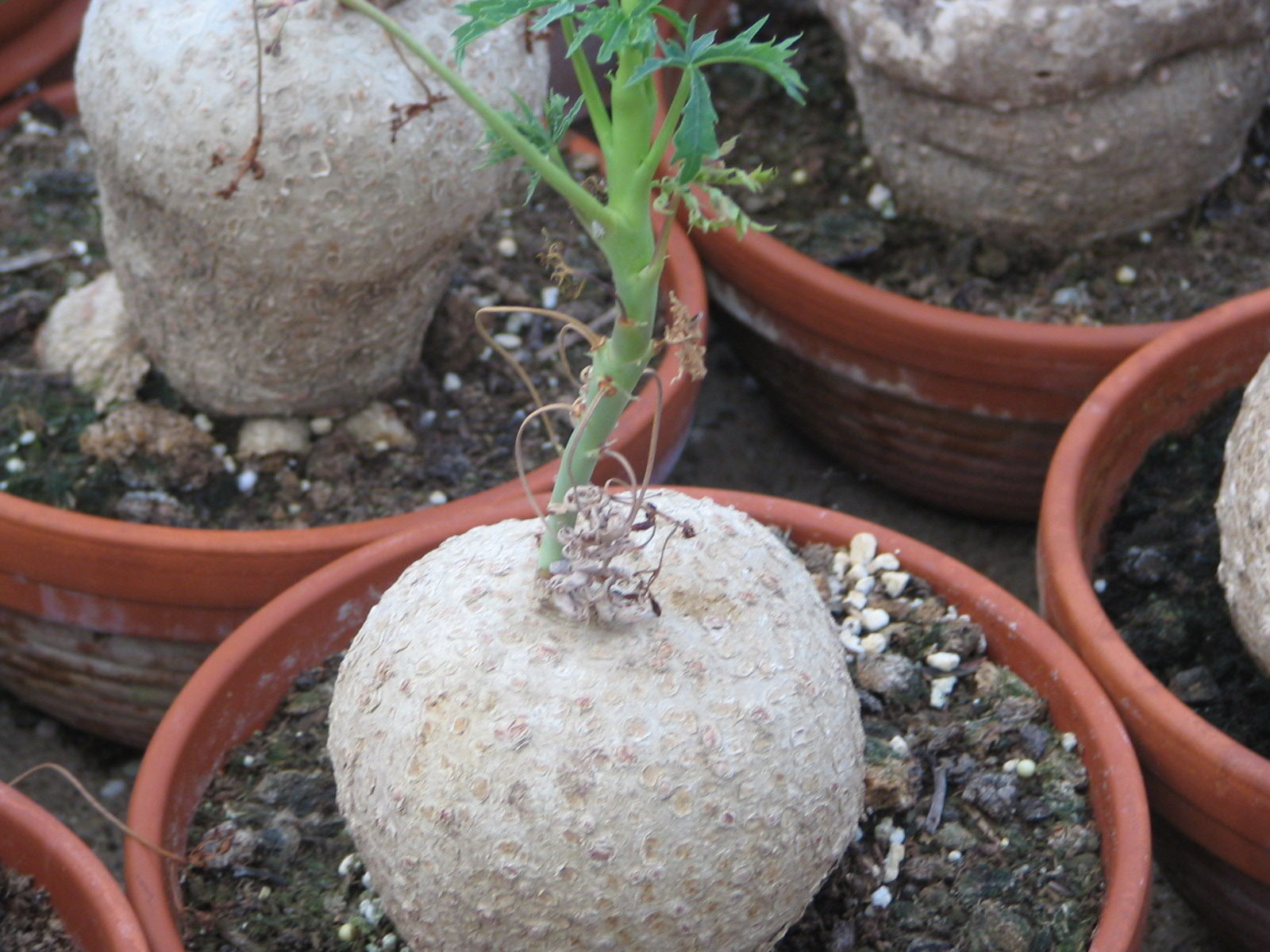
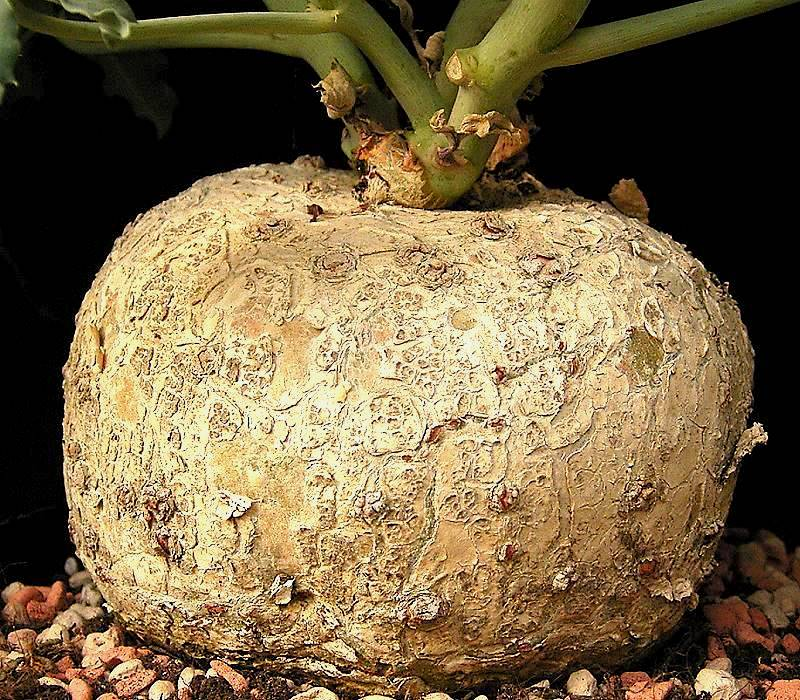
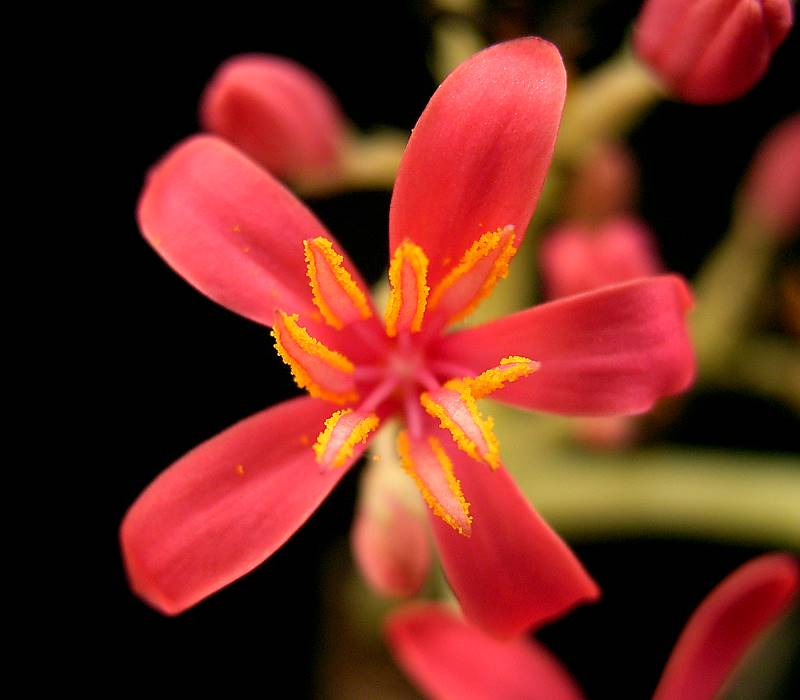
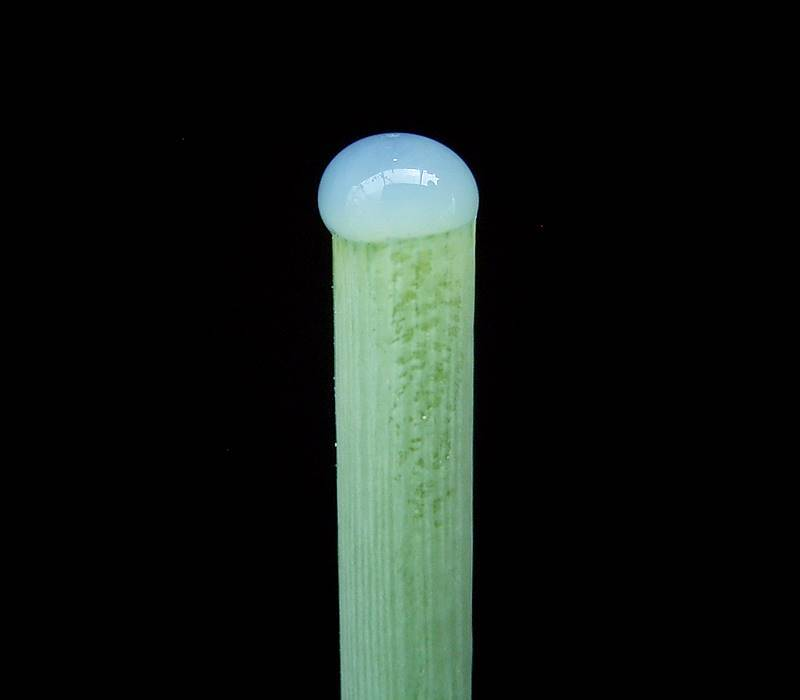